# Zeria nigrescens
Espèce
Synonymes
- Solpuga nigrescens Pocock, 1895

Zeria nigrescens est une espèce de solifuges de la famille des Solpugidae.

## Distribution
Cette espèce se rencontre au Mozambique et au Kenya.

## Description
La femelle holotype mesure 34 mm.
La femelle décrite par Roewer en 1933 mesure 30 mm.

## Publication originale
- Pocock, 1895 : Notes on some of the Solifugae contained in the collection of the British Museum, with descriptions of new species. Annals and Magazine of Natural History, sér. 6, vol. 16, p. 74–98 (texte intégral).